# Pristupit k likvidatsii
Pristupit k likvidatsii (russisk: Приступить к ликвидации) er en sovjetisk spillefilm fra 1983 af Boris Grigorjev.

## Medvirkende
- Oleg Strizjenov som Ivan Danilov
- Mikhail Zjigalov som Mikhail Nikitin
- Vasilij Lanovoj som Vadim Tjistjakov
- Valerij Vojtjuk som Sergej Belov
- Georgij Jumatov som Serebrovskij